# Petequia

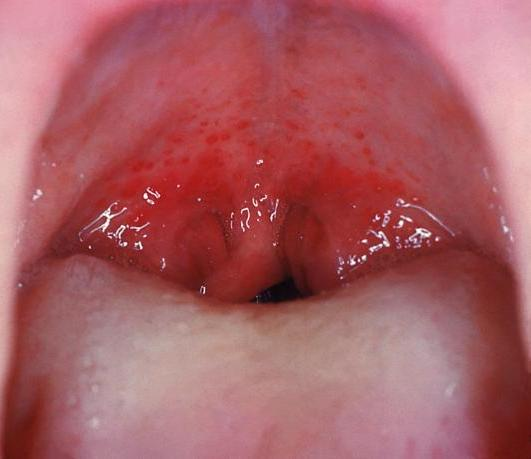
Petequias palatinas.

Las petequias son lesiones pequeñas de color rojo, formadas por extravasación de un número pequeño de eritrocitos cuando se daña un capilar. Las anormalidades de las plaquetas o de los capilares se suelen asociar con petequias. Son pequeños derrames vasculares cutáneos del tamaño de una cabeza de alfiler. Inicialmente son de color rojo, violáceo o negruzco y cambian después hacia el verde, el amarillo y el marrón a consecuencia de los sucesivos cambios químicos de la sangre.

## Diferencia de términos
El sangrado que consiste en puntos de sangre pequeños se llama petequia, mientras que las áreas planas más grandes donde la sangre se ha acumulado debajo del tejido, hasta un centímetro de diámetro, se llaman púrpura. Un área de sangrado muy grande se llama equimosis.

## Causas
Por lo general, se deben a la fragilidad de los capilares de la piel. Cada vez que estos pequeños vasos se rompen, se pierde una pequeña cantidad de sangre, creando puntos rojos en la piel, que no desaparecen con la presión digital.
Las petequias son comunes y pueden producirse por muy diferentes afecciones. Algunos casos pueden ser muy graves y requieren evaluación urgente:
- picadura de insectos,
- picadura de arañas,
- mordedura de serpientes,
- succiones,
- pinchazos de alfiler,
- pinzamiento de la piel,
- golpe,
- intoxicación,
- alergia,
- radiación,
- quimioterapia y
- leucemia.[5]

Especialmente graves son los casos en los que las petequias están producidas por meningitis, en cuyo caso se debe actuar de extrema urgencia.